# Isla Kiatassuaq
La isla Kiatassuaq (antigua escritura: Kiatagssuaq, danés: Holm Ø, isla de Holm) es una isla deshabitada en el norte del archipiélago Upernavik en el municipio de Qaasuitsup en el noroeste de Groenlandia. Marca el límite sur de la bahía de Melville.

## Historia
El nombre de la isla significa "un torso grande" en el idioma groenlandés. Inicialmente, antes de la fase de migración hacia el norte en la década de 1920, la isla recibió un nombre diferente: "Nuussuaq Ungalleq", o el punto más grande, en referencia a la península de Nuussuaq y el asentamiento Nuussuaq a unos 45 kilómetros al sur, con ambos nombres traducidos como "punta grande".
Su nombre danés 'Holm Ø' ('isla de Holm') habría sido otorgado en honor al oficial de la armada danesa y explorador del Ártico Gustav Holm (1849 - 1940).

## Geografía

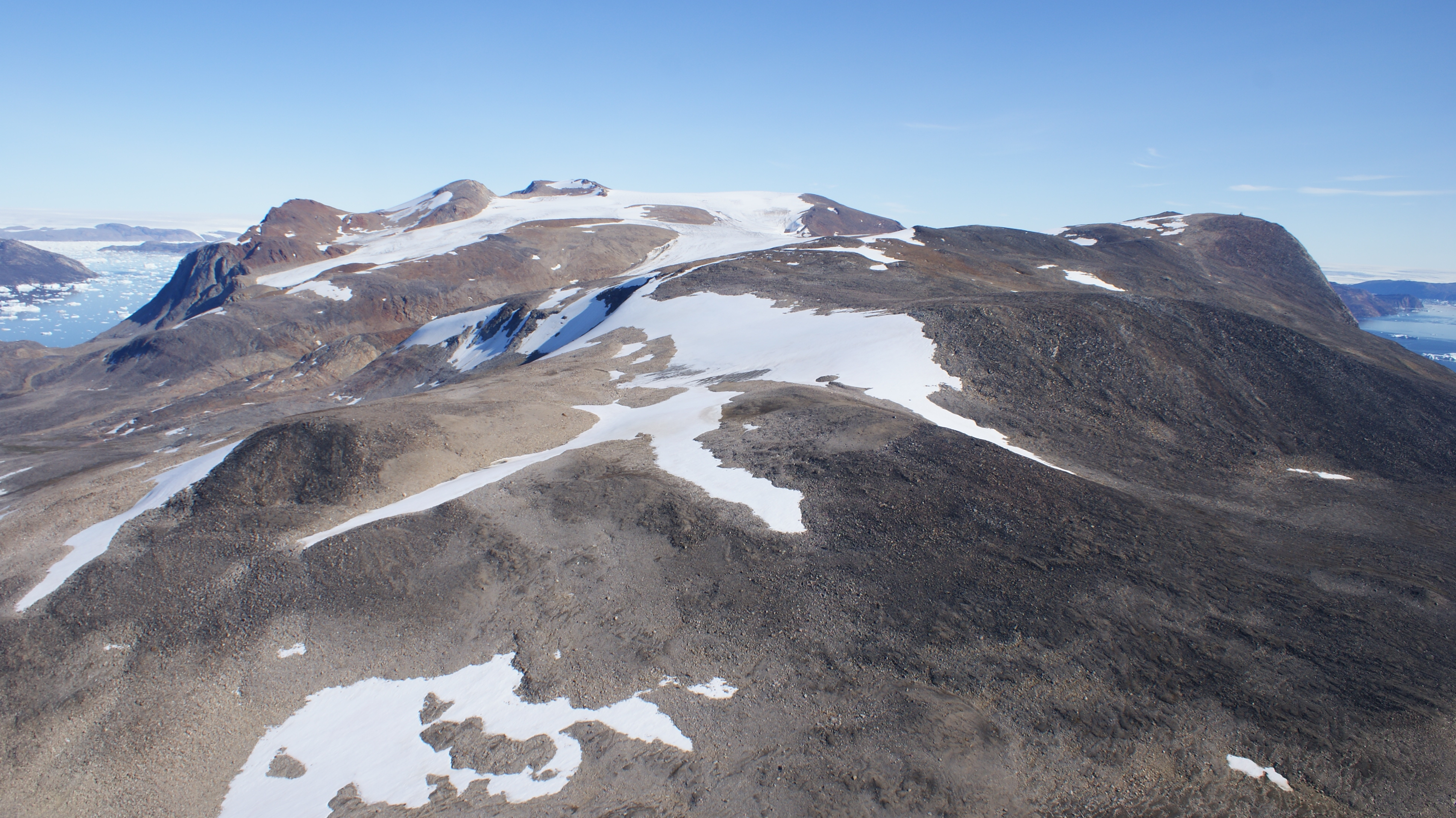
La cordillera central en el interior de la isla

Situada en la parte sur de la bahía de Melville, la isla Kiatassuaq tiene una forma alargada, con una orientación este-oeste. Tiene un área de 180.9 km², con una costa de 81.8 km. Kullorsuaq es el asentamiento más cercano a la isla Kiatassuaq, ubicado en una isla del mismo nombre, a 6,5 km  al norte. La isla Kiatassuaq solo es accesible por barco.
La isla está separada de la península de Sanningassorsuaq en la parte continental de Groenlandia por el estrecho de Ikerasaa. El estrecho está dividido en dos canales, con la pequeña isla de Millissua en el centro. En el noreste, Alison Bay separa la isla del pico Wandel Land. En el norte, la isla de Saqqarlersuup Sullua separa Kiatassuaq de las islas más pequeñas y rocosas de Saqqarlersuaq y Kullorsuaq.

### Línea costera
La costa de la isla generalmente está poco desarrollada, con pequeñas ensenadas solo en su extremo oriental, cerca del estrecho de Ikerasaa y la isla hermana de Milissua.

#### Promontorios
| Nombre        | Dirección        | Latitud N | Longitud  |
| ------------- | ---------------- | --------- | --------- |
| (Ninguno)     | Cabo del norte   | 74°33′42″ | 56°40′15″ |
| Aukarnersuaq  | Cabo nororiental | 74°31′42″ | 56°28′13″ |
| (Ninguno)     | Cabo oriental    | 74°30′18″ | 56°24′16″ |
| (Ninguno)     | Cabo del sur     | 74°28′10″ | 57°06′30″ |
| Cabeza Wilcox | Cabo occidental  | 74°29′25″ | 57°30′45″ |

Aunque el límite sur de la Bahía Melville es arbitrario, es Wilcox Head, el cabo occidental de la isla Kiatassuaq, el más comúnmente conocido como el límite sur de la bahía. Otras definiciones señalan el límite de la bahía en el pico Little Renland más al norte, donde la costa de Groenlandia continental se desvía hacia el noroeste, o la expande hacia el sur, a la península de Nuussuaq, al otro lado de la bahía Inussulik.

## Lagos y Montañas
Hay varios pequeños lagos de montaña en la isla, y un lago, el Tasersuaq, más grande, en el extremo inferior este de la isla. La isla es muy montañosa, con una cadena glaciar que abarca toda su longitud. El punto más alto de la isla es un pico sin nombre de 940 m en el centro de la isla. Varias otras cumbres de la cresta de la isla superan los 700 m, desde el macizo que domina el lago Tasersuaq en el este hasta el bastión sobre el promontorio de Wilcox Head en el oeste.